# Тикфо (Луизијана)
Тикфо (енгл. Tickfaw) град је у америчкој савезној држави Луизијана.

## Демографија
По попису из 2010. године број становника је 694, што је 77 (12,5%) становника више него 2000. године.
| Група             | 2000.       | 2010.       |
| Белци             | 507 (82,2%) | 490 (70,6%) |
| Афроамериканци    | 71 (11,5%)  | 95 (13,7%)  |
| Азијати           | 0 (0,0%)    | 2 (0,3%)    |
| Хиспаноамериканци | 28 (4,5%)   | 100 (14,4%) |
| Укупно            | 617         | 694         |